# Hypanis
Hypanis (лат.) — род солоноватоводных двустворчатых моллюсков из семейства сердцевидок. Типовой вид и единственный современный вид — Hypanis plicata, обитающий в Чёрном море. Ещё род содержит один ископаемый вид.

## Виды
На март 2024 года в род включают один современный и один вымерший виды:
- † Hypanis andrussowi (V. P. Kolesnikov, 1950)
- Hypanis plicata (Eichwald, 1829)